# Deutscher Buchdruckerverein
Der ehemalige Deutsche Buchdruckerverein (DBV) mit Sitz in Leipzig wurde im August 1869 gegründet und gilt als erster Arbeitgeberverband in Deutschland. 

## Geschichte

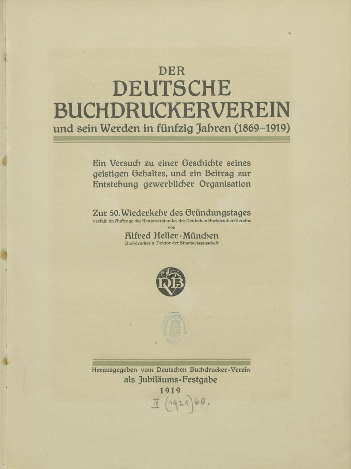
Alfred Heller: Festschrift 1919

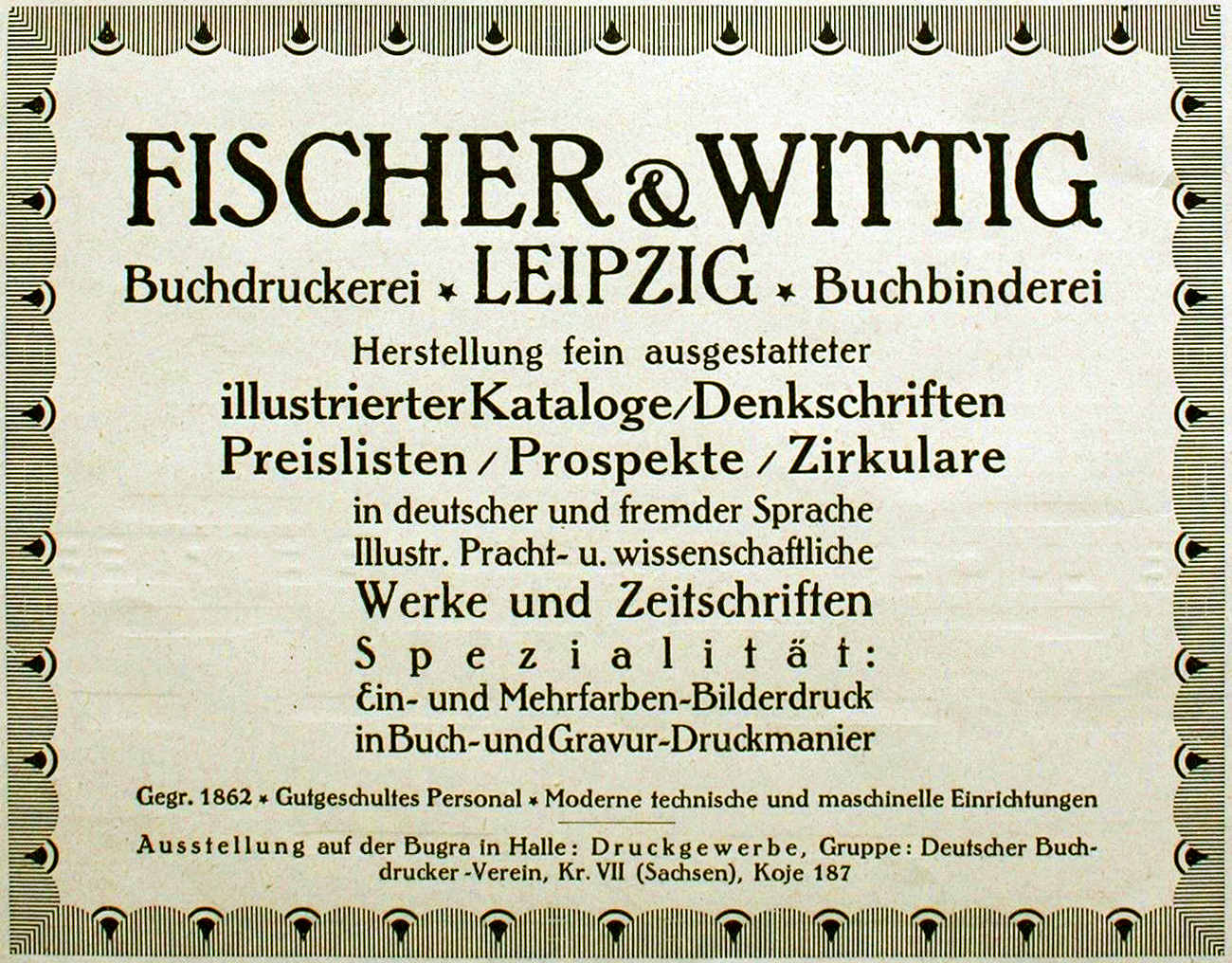
Laut der Annonce von Fischer & Wittig war der Deutsche Buchdruckerverein 1914 mit einer eigenen Gruppe auf der Internationalen Ausstellung für Buchgewerbe und Graphik Bugra vertreten

Als Reaktion auf den 1866 gegründeten Buchdruckerverband (seit 1892 Verband der Deutschen Buchdrucker) gründeten am 14./15. August 1869 insgesamt 87 Druckereibesitzer in Mainz den „Deutschen Buchdrucker-Verein“ als ersten Unternehmerverband, um „eine aufbauende Gegenwirkung gegen die zersetzende Agitation einzelner Gehilfenkreise in der Buchdruckerwelt zu schaffen“.
1870 wird als Ziel ausdrücklich die „Ordnung und Befestigung der geschäftlichen Verhältnisse zwischen Prinzipalen und Gehilfen unter Hinzuziehung der letzteren“ bestimmt. 
Nach wiederholten Kämpfen gelangte man 1896 zu einem Lohntarif und zu einer aus neun Kreisen bestehenden Tarifgemeinschaft. Je ein Prinzipal- und ein Gehilfenvertreter der neun Kreise bildeten einen Tarifausschuss und drei Prinzipale und drei Gehilfen das Tarifamt. 
Der Verein besaß eine Unterstützungskasse für arbeitslose Gehilfen, Invaliden- und Krankenkasse und einen Arbeitsnachweis, er errichtete Fachschulen und begründete einen internationalen Austausch von Mustern aller graphischen Künste und einen buchgewerblichen Schutzverein, der auch die Schweiz umfasste und besonders die Kreditverhältnisse überwachte. 
Freunde des Vereins gründeten 1894 eine Jubiläumsstiftung zur Förderung der Invalidenkasse. 
1900 betrug die Zahl der Mitglieder 1000. 
Organ des Vereins war seit 1889 die „Zeitschrift für Deutschlands Buchdrucker“.

## Vorsitzende
- Albin Ackermann-Teubner (1870–1872)
- Eduard Brockhaus (1873–1885)
- Bruno Klinkhardt (1886–1897)
- Johannes Baensch-Drugulin (1897–1906)
- Max Hesse (1906–1907)
- Josef Mathias Petersmann (1909–1911)